# .jm
.jm je internetová národní doména nejvyššího řádu pro Jamajku (podle ISO 3166-2:JM).
Registrace se nezpracovávají automaticky ale ručně, takže žadatelé o registraci musí čekat 30 denní lhůtu na vyřízení registrace. Registrace domén .jm vyřizuje MITS na University of the West Indies. Registrace je zdarma, ale MITS zvažuje zpoplatnění služby v následujících letech.

## Domény druhé úrovně
V doméně .jm existují pouze následující domény druhého řádu:
- .com
- .org
- .net
- .gov
- .edu